# Тодор Черваров
Тодор Илиев Черваров с псевдоним Акаций е български общественик и революционер, деец на Вътрешната македоно-одринска революционна организация.

## Биография
Тодор Черваров е роден на 28 януари 1880 година в Скопие, тогава в Османската империя. Получава висше образование. През 1896 година се присъединява към ВМОРО. По-късно учителства в Скопие, където последователно заема длъжностите Скопски околийски ръководител (1906-1907), член на окръжния комитет (1907), представител на Скопския околийски революционен комитет при Задграничното представителство на ВМОРО (1907-1908). В 1906/1907 година е учител в Скопското българско педагогическо училище. След края на учебната година Екзархията е принудена от османските власти да го уволни заради подозрения в революционна дейност. Като представител на Скопския комитет е делегат на Кюстендилския конгрес от 1908 година.
След Младотурската революция в 1908 година става деец на Съюза на българските конституционни клубове и е избран за делегат на неговия Учредителен конгрес от Скопие.
През 1911/1912 година преподава в девическото средно училище към Скопското българско педагогическо училище.
През Първата световна война Тодор Черваров служи в 61-ви македонски полк на 11 дивизия.